# Iglesia Presbiteriana de Valley Creek
La Iglesia Presbiteriana de Valley Creek es una histórica iglesia presbiteriana ubicada en Valley Grande, Alabama, Estados Unidos.

## Historia
La congregación presbiteriana de Valley Creek fue establecida en 1816 por ocho familias provenientes del condado de Mecklenburg, Carolina del Norte lo que la convierte en la congregación presbiteriana más antigua del condado de Dallas y una de las primeras establecidas en lo que se convertiría en Alabama en 1819. Los miembros fundadores de la familia eran antiguos feligreses de la Iglesia Presbiteriana de Rocky River, organizada en 1751. La congregación presbiteriana de Valley Creek se reunió originalmente en un edificio de madera, que fue reemplazado por esta estructura de ladrillo.

## Descripción
El edificio de la iglesia de dos pisos se construyó con de ladrillo rojo bajo el estilo neogriego entre 1857 y 1859. El santuario y un entrepiso ubicados en el piso superior fueron usados antiguamente como una galería de esclavos. Fue agregado al Registro Nacional de Lugares Históricos el 28 de mayo de 1976 debido a su importancia arquitectónica.